# Jérôme Lemoigne
Jérôme Lemoigne (Tolone, 15 febbraio 1983) è un ex calciatore francese, di ruolo attaccante.

## Carriera

### Club
Il 3 luglio 2012 l'attaccante passa a titolo definitivo al Lens in Ligue 2 firmando un contratto di tre stagioni con opzione per il quarto.